# Bob Netolicky
Robert "Bob" Netolicky (nacido el 2 de agosto de 1942 en San Francisco, California) es un exjugador de baloncesto estadounidense que disputó 9 temporadas en la ABA y algunos partidos más en la AABA y en la CBA. Con 2,05 metros de altura, lo hacía en la posición de ala-pívot.

## Trayectoria deportiva

### Universidad
Jugó durante cuatro temporadas con los Bulldogs de la Universidad de Drake, en las que promedió 15,2 puntos y 10,8 rebotes por partido. En su última temporada fue incluido en el mejor quinteto de la Missouri Valley Conference, graduándose siendo el máximo reboteador de la historia del equipo, con 717 rebotes.

### Profesional
Fue elegido en la decimoctava posición del Draft de la NBA de 1967 por San Diego Rockets, y también en la segunda ronda del draft de la ABA por Indiana Pacers, decantándose por esta última opción. En su primera temporada se hizo rápidamente con el puesto de titular, promediando 16,3 puntos y 11,5 rebotes por partido, que le sirvieron para ser elegido en el mejor quinteto de rookies de la ABA. Ese año disputó también el primero de sus cuatro All-Star Game de la ABA.
En 1970 disputaría la que iba a ser su mejor campaña como profesional, siendo el segundo mejor anotador y reboteador de su equipo, con 20,6 puntos y 10,7 rebotes por partido, y uno de los artífices de la consecución del campeonato por parte de los Pacers, que derrotaron en la final a Los Angeles Stars por 4-2. Ese año fue elegido en el segundo mejor quinteto de la ABA, y fue uno de los jugadoreas más destacados del equipo de la Conferencia Este en el All-Star de esa temporada, consiguiendo 15 puntos y 8 rebotes.
En 1972 fue traspasado a los Dallas Chaparrals, donde continuó siendo titular indiscutible, jugando más de 40 minutos por partido. En su única campaña en el conjunto tejano promedió 18,7 puntos y 10,1 rebotes por partido. Al año siguiente el equipo se trasladó a San Antonio, convirtiéndose en los Spurs, y pocas semanas después de comenzada la nueva temporada Neto fue traspasado a Indiana Pacers, regresando al equipo en el que consiguió sus mayores éxitos. Pero su puesto en la pista lo ocupaba entonces George McGinnis, pasando a ser reserva por vez primera en su carrera. Jugó tres temporadas más con los Pacers, hasta 1975, fecha en la que fue apartado del equipo.
Tras dos temporadas retirado, volvió en 1978 para jugar algunos partidos con los Indiana Wizards de la AABA y, al año siguiente con los Mohawk Valley Thunderbirds de la CBA, tras los cuales se retiraría definitivamente.

## Estadísticas de su carrera en la ABA

### Temporada regular
| Temporada | Edad | Equipo            | Liga | P   | TIT | MIN  | TC  | TCA  | %TC  | 3P  | 3PA | %3P  | TL  | TLA | %TL   | R.OF. | R.DEF. | REB  | ASIS | ROB | TAP | PER | FP  | PTS  |
| 1967-68   | 25   | Indiana Pacers    | ABA  | 71  |     | 33.6 | 6.6 | 13.1 | .504 | 0.0 | 0.0 | .000 | 3.1 | 5.2 | .596  | 4.4   | 7.1    | 11.5 | 1.0  |     |     | 2.0 | 2.3 | 16.3 |
| 1968-69   | 26   | Indiana Pacers    | ABA  | 78  |     | 34.9 | 7.5 | 14.7 | .509 | 0.0 | 0.1 | .000 | 3.9 | 6.3 | .623  | 4.0   | 6.2    | 10.2 | 1.1  |     |     | 2.3 | 3.0 | 18.9 |
| 1969-70   | 27   | Indiana Pacers    | ABA  | 82  |     | 39.3 | 8.2 | 17.0 | .483 | 0.0 | 0.1 | .286 | 4.2 | 6.1 | .683  | 4.1   | 6.6    | 10.7 | 1.5  |     |     | 2.3 | 2.5 | 20.6 |
| 1970-71   | 28   | Indiana Pacers    | ABA  | 82  |     | 38.3 | 7.9 | 15.9 | .499 | 0.0 | 0.1 | .250 | 2.9 | 4.1 | .712  | 3.3   | 6.2    | 9.4  | 1.3  |     |     | 1.7 | 2.3 | 18.8 |
| 1971-72   | 29   | Indiana Pacers    | ABA  | 83  |     | 35.0 | 6.3 | 13.1 | .479 | 0.0 | 0.2 | .211 | 2.4 | 3.4 | .724  | 3.2   | 6.0    | 9.2  | 1.0  |     |     | 2.0 | 2.2 | 15.1 |
| 1972-73   | 30   | Dallas Chaparrals | ABA  | 84  |     | 40.6 | 7.7 | 16.0 | .483 | 0.0 | 0.0 | .000 | 3.2 | 4.8 | .666  | 4.0   | 6.1    | 10.1 | 2.8  |     |     | 2.5 | 2.0 | 18.7 |
| 1973-74   | 31   | TOTAL             | ABA  | 75  |     | 21.9 | 4.2 | 8.6  | .488 | 0.0 | 0.1 | .333 | 1.4 | 2.2 | .642  | 2.3   | 2.9    | 5.2  | 1.3  | 0.4 | 0.4 | 1.3 | 1.5 | 9.8  |
| 1973-74   | 31   | San Antonio Spurs | ABA  | 19  |     | 25.7 | 5.3 | 10.3 | .513 | 0.0 | 0.0 |      | 1.5 | 2.4 | .630  | 2.3   | 3.1    | 5.3  | 2.3  | 0.4 | 0.6 | 1.8 | 1.1 | 12.1 |
| 1973-74   | 31   | Indiana Pacers    | ABA  | 56  |     | 20.7 | 3.8 | 8.0  | .477 | 0.0 | 0.1 | .333 | 1.4 | 2.1 | .647  | 2.3   | 2.9    | 5.2  | 0.9  | 0.4 | 0.4 | 1.1 | 1.6 | 9.1  |
| 1974-75   | 32   | Indiana Pacers    | ABA  | 59  |     | 18.3 | 3.2 | 6.4  | .504 | 0.0 | 0.2 | .167 | 1.1 | 1.7 | .633  | 1.7   | 2.3    | 3.9  | 0.8  | 0.2 | 0.3 | 0.9 | 1.8 | 7.5  |
| 1975-76   | 33   | Indiana Pacers    | ABA  | 4   |     | 13.3 | 2.0 | 5.3  | .381 | 0.0 | 0.0 |      | 0.8 | 0.8 | 1.000 | 1.8   | 1.3    | 3.0  | 0.0  | 0.0 | 0.3 | 1.3 | 0.5 | 4.8  |
| Total     |      |                   | ABA  | 618 |     | 33.3 | 6.6 | 13.3 | .492 | 0.0 | 0.1 | .194 | 2.8 | 4.3 | .661  | 3.4   | 5.5    | 8.9  | 1.4  | 0.3 | 0.4 | 1.9 | 2.2 | 16.0 |

### Playoffs
| Temporada | Edad | Equipo         | Liga | P  | MIN  | TCA | TC  | 3PA | 3P | TLA | TL  | R.OF. | REB | ASIS | ROB | TAP | PER | FP  | PTS  | %TC  | %3P  | %FT   | MIN  | PTS  | REB  | AST |
| 1967-68   | 25   | Indiana Pacers | ABA  | 3  | 117  | 29  | 51  | 0   | 0  | 9   | 16  |       | 22  | 6    |     |     | 3   | 10  | 67   | .569 |      | .563  | 39.0 | 22.3 | 7.3  | 2.0 |
| 1968-69   | 26   | Indiana Pacers | ABA  | 17 | 702  | 161 | 303 | 0   | 3  | 61  | 97  |       | 214 | 17   |     |     | 27  | 55  | 383  | .531 | .000 | .629  | 41.3 | 22.5 | 12.6 | 1.0 |
| 1969-70   | 27   | Indiana Pacers | ABA  | 15 | 603  | 124 | 249 | 0   | 0  | 56  | 82  |       | 194 | 20   |     |     | 39  | 43  | 304  | .498 |      | .683  | 40.2 | 20.3 | 12.9 | 1.3 |
| 1970-71   | 28   | Indiana Pacers | ABA  | 11 | 380  | 67  | 143 | 0   | 0  | 27  | 37  | 31    | 92  | 5    |     |     | 12  | 26  | 161  | .469 |      | .730  | 34.5 | 14.6 | 8.4  | 0.5 |
| 1971-72   | 29   | Indiana Pacers | ABA  | 20 | 552  | 91  | 191 | 0   | 1  | 36  | 61  |       | 118 | 12   |     |     | 22  | 36  | 218  | .476 | .000 | .590  | 27.6 | 10.9 | 5.9  | 0.6 |
| 1974-75   | 32   | Indiana Pacers | ABA  | 7  | 31   | 3   | 8   | 0   | 0  | 4   | 4   | 2     | 5   | 1    | 0   | 1   | 0   | 7   | 10   | .375 |      | 1.000 | 4.4  | 1.4  | 0.7  | 0.1 |
| Total     |      |                | ABA  | 73 | 2385 | 475 | 945 | 0   | 4  | 193 | 297 | 33    | 645 | 61   | 0   | 1   | 103 | 177 | 1143 | .503 | .000 | .650  | 32.7 | 15.7 | 8.8  | 0.8 |